# Station Gisors
Station Gisors (voorheen Gisors-Embranchement) is een spoorwegstation aan de spoorlijn Saint-Denis - Dieppe. Het ligt in de Franse gemeente Gisors in het departement Eure (Normandië).

## Ligging
Het station ligt op kilometerpunt 68,418 van de spoorlijn Saint-Denis - Dieppe. Ook was het het eindpunt van de vandaag de dag gesloten spoorlijn Beauvais - Gisors-Embranchement en was het het beginpunt van de spoorlijn Gisors-Embranchement - Pont-de-l'Arche.

## Diensten
Het station wordt aangedaan door treinen van Transilien lijn J tussen Paris Saint-Lazare en dit station. Ook doen TER Haute-Normandie-bussen naar Dieppe het station aan.

## Vorig en volgend station
| Richting | Vorig station | Lijn    | Volgend station                | Richting           |
| -------- | ------------- | ------- | ------------------------------ | ------------------ |
| Eindpunt | Eindpunt      | Trans J | Trie-Château Chaumont-en-Vexin | Paris Saint-Lazare |